# Maxacteon craticulatus
Maxacteon craticulatus es una especie de molusco gasterópodo de la familia Acteonidae.

## Distribución geográfica
Se encuentra  en Nueva Zelanda.